# Waverley (district)
Pour les articles homonymes, voir Waverley.
Waverley est un district non métropolitain à statut de borough du Surrey, en Angleterre. Il est situé dans le sud-ouest du comté, à la frontière avec le Hampshire et le Sussex de l'Ouest. Son nom provient de l'abbaye de Waverley. Son chef-lieu est Godalming.

## Composition
Le district est composé des villes et paroisses civiles suivantes :
- Alfold
- Bramley
- Busbridge
- Chiddingfold
- Churt
- Cranleigh
- Dockenfield
- Dunsfold
- Elstead
- Ewhurst
- Farnham
- Frensham
- Godalming
- Hambledon
- Hascombe
- Haslemere
- Peper Harow
- Thursley
- Tilford
- Witley
- Wonersh